# Tortula ambigua
Tortula ambigua là một loài rêu trong họ Pottiaceae. Loài này được (Bruch & Schimp.) Ångström mô tả khoa học đầu tiên năm 1844.